# Örtjärnen, Halland
Örtjärnen är en sjö i Kungsbacka kommun i Halland och ingår i Kungsbackaåns huvudavrinningsområde. Sjön är 13,2 meter djup, har en yta på 0,02 kvadratkilometer och befinner sig 81 meter över havet.